# 博雅塔

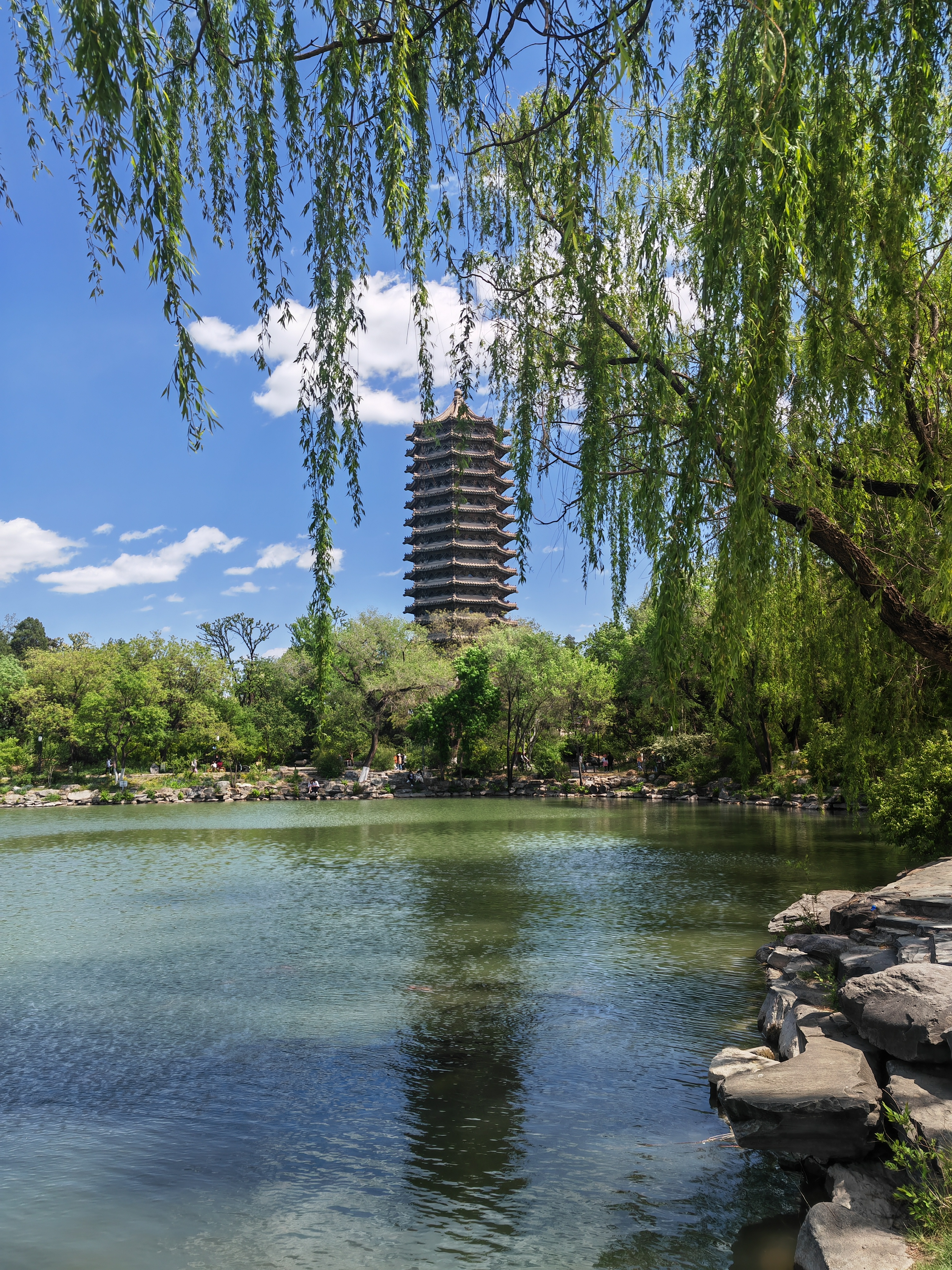
博雅塔

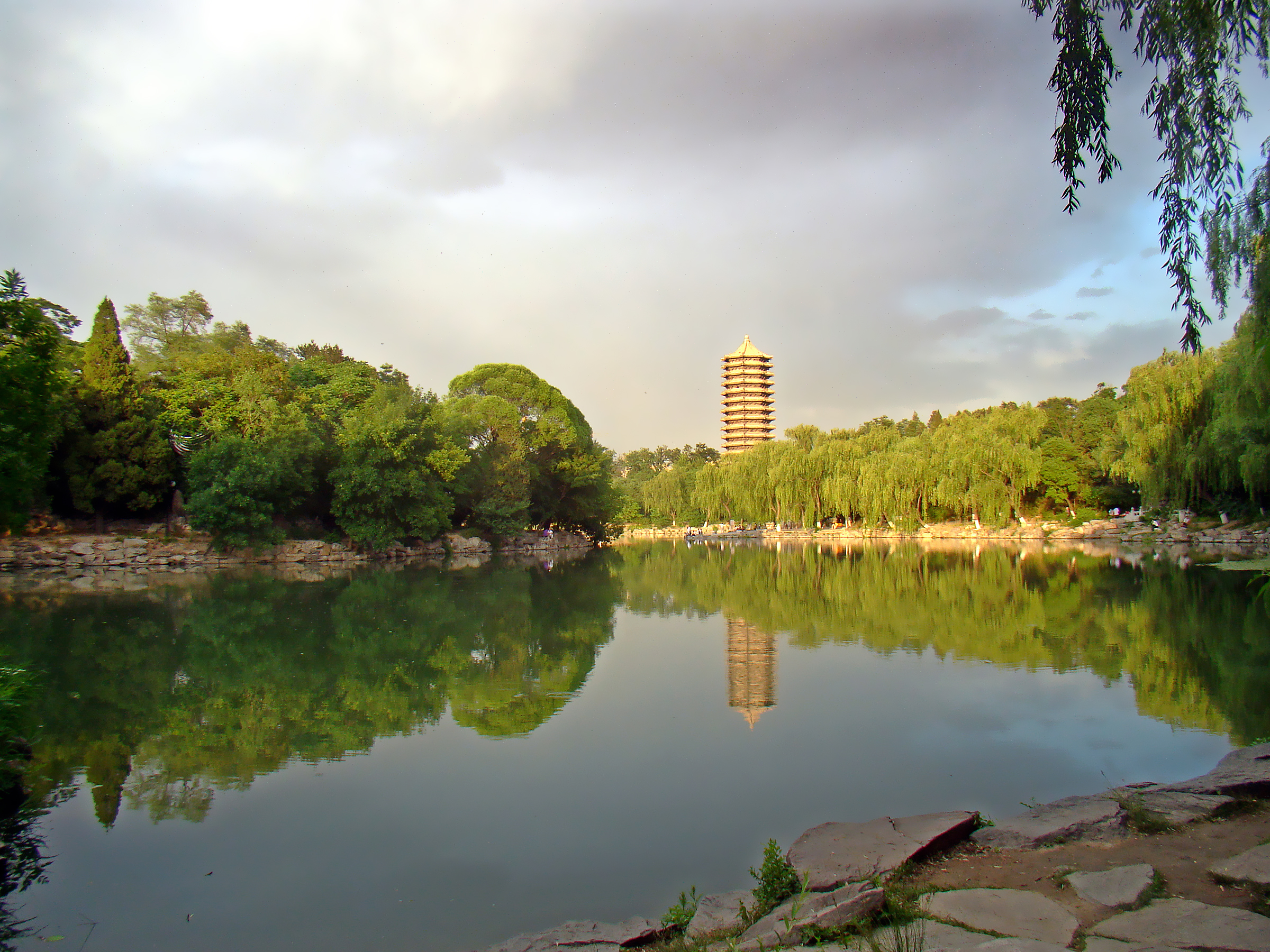
未名湖和博雅塔

博雅塔是北京大学校园内中东部的塔，位于未名湖东南侧。为校园著名景观之一。
建于1924年，原来是燕京大学为附近的水井设立的水塔。主要由当时学校哲学系教授博晨光（英文名，旧译“博雅氏”）的叔父捐资兴建，故取名“博雅”。
高37米，共有13级。钢筋混凝土结构，内部有螺旋形的梯子通塔顶。外形为辽金风格，仿照通州燃灯塔，下部为须弥座。常在国庆节、中秋节等重要节日周身亮灯，意趣盎然。

## 有关文化
一塌糊涂BBS的名字来自其谐音“一塔湖图”。其中塔即为博雅塔；湖为未名湖，图为北京大学图书馆。